# Дандамаев, Магомед Абдул-Кадырович
Магомед Абдул-Кады́рович Дандама́ев (также Мухаммад Абдулкадырович; 2 сентября 1928, Унчукатль Лакского района Дагестанской АССР — 28 августа 2017, Санкт-Петербург) — советский и российский историк, специалист по истории Ирана и Месопотамии. Доктор исторических наук, профессор, член-корреспондент РАН (1997).

## Биография
Родился 2 сентября 1928 года в селении Унчукатль Лакского района Дагестанской АССР; по национальности лакец. Отец — Абдулкадыр Магомедович Дандамаев — участник гражданской войны, заслуженный учитель школы РСФСР (1945) и ДАССР; впоследствии работал секретарём партбюро колхоза «Красное знамя», директором средней школы и педагогического училища, кавалер ордена Ленина.
С 1937 по 1947 год учился в Унчукатлинской средней школе, с 1948 года — в Ленинградском педагогическом институте. В 1952—1954 годах работал учителем истории в Дагестане.
В 1954—1958 годах — аспирант Института истории АН СССР (Москва); ученик академика В. В. Струве. Его учителями также были профессора В. И. Абаев (иранские языки), Л. А. Липин, И. М. Дьяконов (ассириология), И. Н. Винников (семитология), А. Н. Попов, А. И. Доватур (классические языки).
С 1959 года работал научным сотрудником Ленинградского отделения Института востоковедения АН СССР (ЛОИВ), в том же году защитил кандидатскую диссертацию «Бехистунская надпись как источник по истории начала царствования Дария I». С 1975 года — доктор исторических наук (за монографию «Рабство в Вавилонии VII—IV вв. до н. э.: 625—331 гг.»).
В 1967—1998 годах заведовал сектором Древнего Востока Ленинградского (Петербургского) отделения Института востоковедения. С 30 мая 1997 года — член-корреспондент РАН по Отделению истории (всеобщая история, включая этнологию). В последние годы был главным научным сотрудником Института восточных рукописей РАН.
Лауреат Государственной премии СССР в области науки и техники (1987, за цикл работ 1963—1985 гг. «Социально-экономическая и политическая история Ирана и Месопотамии»), премии Академии надписей и изящной словесности (Париж, 1997); заместитель главного редактора «Вестника древней истории», член редколлегии международной «Иранской Энциклопедии» (Нью-Йорк), журнала «Иранские древности» (Брюссель), почётный член Американского общества востоковедов, член-корреспондент Института Среднего и Дальнего Востока (Рим), Центра клинописной документации (Париж) и Венгерского общества классических древностей.
Дочь — ассириолог Мариям Дандамаева (род. 1957), учёный секретарь Государственного Эрмитажа.

## Научная деятельность
Дандамаев один из крупнейших в мире специалистов по истории Месопотамии в нововавилонский и персидский периоды. Автор 11 книг и около 350 статей, обзоров, заметок и рецензий. Его научные работы посвящены изучению истории, экономических отношений и социальных институтов Ирана и Месопотамии в первом тысячелетии до н. э. Работы дают всеохватывающую и целостную картину экономического уклада и культуры стран Ближнего Востока. Оценивая вклад Дандамаева в науку, российский ассириолог В. Емельянов писал: «Дандамаев не был в строгом смысле слова ни иранистом (знал только древнеперсидский), ни ассириологом (знал только аккадский). Но он был историком Ойкумены в VII—V вв. до н. э., охватывая весь комплекс и античных, и древневосточных источников. За пределы этой огромной области он никогда не выходил. Например, эллинизмом или, напротив, ранней древностью он не занимался. Но все, что было написано за три века по вопросам политической и хозяйственной деятельности Ойкумены, было им изучено. Сюда входили и архивы поздней Ассирии, и документы Нововавилонского царства, и надписи на рельефах Персидской империи».
Книги Дандамаева переведены на ряд языков и изданы в Западной Европе, США и Иране. Участвовал в нескольких десятках научных конгрессов, которые состоялись на территории СССР, в Иране, в европейских странах и США. Многократно выступал с лекциями в США, Европе и в странах Ближнего Востока.

### Формирование научных интересов
К истории Месопотамии Дандамаев пришёл через интерес к арабским источникам по Северному Кавказу. Юноша мечтал поступить на восточный факультет Ленинградского университета и стать арабистом, однако для поступления на востфак требовалось знание иностранного языка, поэтому Магомед был вынужден поступить в педагогический вуз. В вузе у молодого ученого появилась возможность факультативно заняться древнегреческим и латинским языками и, поступив в аспирантуру Института истории, он смог заниматься Древним Ираном, изучая источники на древнегреческом и латыни.

### Изучение Древнего Ирана
Кандидатская диссертация Дандамаева была посвящена изучению Бехистунской надписи. Его работа над этой темой завершилась в 1963 году публикацией книги «Иран при первых Ахеменидах». Через десять пет, в 1973 году, она была опубликована также в Иране в переводе на персидский язык. Переработанная и дополненная версия этой книги с учетом новой литературы в переводе на немецкий язык вышла в Западной Германии в 1976 году.
На эту книгу было опубликовано несколько положительных рецензий. Немецкий иранист Йозеф Визельхюфер назвал ее «основополагающим исследованием» для изучения истории Ирана последней четверти VI в. до н. э.. И. M. Дьяконов оценил эту работу следующими словами: «Тщательный, строго логичный анализ истории Ирана в VI в до н. э. <…> с привлечением всей огромной литературы вопроса, а также источников как на античных, так и на восточных языках представляется нам крупным достижением в области изучения древнего Ирана. Редко кто в равной степени владеет античными и древневосточными языками и соответствующими источниковедческими познаниями, и это приводит к погрешностям. Работа Дандамаева свободна от подобного недостатка». За эту книгу Французская академия надписей и изящной словесности присудила Дандамаеву премию имени известного специалиста по иранской археологии Романа Гиршмана.
В последующем учёный написал ещё две книги по Ирану. Одна из них («Культура и экономика древнего Ирана». М. 1980), изданная в сотрудничестве с Владимиром Григорьевичем Лукониным, вышла также в испанском переводе в Барселоне и в переработанном и дополненном виде в Англии в Кембридже (Тhe Culture and Social Institutions of Ancient Iran. 1989). В последующем она была переиздана ещё два раза. Вторая книга, «Политическая история Ахеменидской державы» (М, 1985), была переведена и опубликована в Голландии в английском переводе (A Political History of the Achaemenid Empire. Leiden, 1989). В начале 2000-х г. она появилась и в Иране в персидском переводе. В своём предисловии к нему издатель заявил, что подлинная история начинается с возникновением ислама, а данная книга является образцом лживой истории. По утверждению самого Дандамаева, в ответ на это иранские коллеги написали автору книги, что никто из них не согласен с такой оценкой и что все его книги являются обязательными для изучения на гуманитарных факультетах иранских университетов.

### Изучение Древнего Вавилона
От изучения Древнего Ирана Дандамаев перешёл к истории Вавилонии, которая была частью Ахеменидской державы: «Я решил попытаться в течение двух-трех лет ознакомиться с вавилонскими хозяйственными и частноправовыми документами повседневной жизни того времени (то есть VI—IV вв. до н. э.), чтобы я дальнейшем использовать их в своей работе. Однако, вопреки первоначальным наметкам, на разработку этой темы ушла вся моя последующая жизнь». Как признавался сам учёный, работа шла медленно: в те годы только два человека на Западе занимались вавилонской скорописью I тыс. до н. э., а преобладающее количество текстов было издано в клинописной прорисовке, без транслитерации, переводов и индексов, лишь с указанием их музейных инвентарных номеров. К тому же, существовавшие словари аккадского не учитывали лексику хозяйственных и частноправовых документов, ограничиваясь, главным образом, литературными текстами. После двух лет работы учёный понял, что в документах ахеменидского периода мало пользы, если не знать, что происходило в Вавилонии до захвата этой страны персами. Кроме того, Дандамаев принял решение, что необходимо составить картотеки всех собственных имён, топонимических названий, социальной лексики, вплоть до глагольных форм, поскольку нововавилонский диалект аккадского языка, на котором были составлены эти документы, не был тогда ещё изучен: «Поэтому работу пришлось делать с самого начала. На этот раз я решил расписать все вавилонские тексты, начиная с XII в до н. э. и до самого конца существования клинописи. На составление такой картотеки и досье на многих тысяч людей ушло более десяти лет. На её основе, кроме моих многочисленных статей и книг моих учеников, были написаны три монографии».
Первая книга, «Рабство в Вавилонии» (1974), появилась как реакция на дискуссию в советской исторической науке по вопросам классовой принадлежности древневосточного общества. Впрочем, несмотря на повышенный интерес к теме и несмотря на наличие «практически необозримого фонда самых разнообразных источников» этой теме в то время не было посвящено ни одного специального исследования. В своей работе Дандамаев постарался выяснить роль и место рабов в социально-экономической жизни Вавилона, масштаб применения рабского труда, кем обрабатывалось хозяйство землевладельца помимо рабов.
Спустя 10 лет после выхода на русском языке книга была переведена на английский. Для этого издания Дандамаев дополнительно обработал 4000 источников, которые стали доступны уже после выхода первого издания книги. Он также провёл месяц в Британском музее, сравнивая транслитерации текстов с оригиналами.
Западные учёные с восторгом приняли данную работу. «Эта книга бесценна. Она надолго останется настольной для тех, кто занимается изучением рабства на Востоке», — писал профессор Лейденского университета М. Стол.
Вторая книга, «Вавилонские писцы» (1983 год), была посвящена вопросам образования и методам школьного обучения в Вавилоне, уровню грамотности населения, архивному делу, принципам формирования библиотек, социальному и имущественному положению писцов, а также их роли в храмовом и государственном аппарате.
Данная книга также была положительно встречена на Западе. Профессор Йельского университета Бенджамин Фостер (Benjamin R. Foster) отмечал: «Книга так богата полезной и интересной информацией и основана на таком огромном труде, что читатель может только восхищаться и благодарить автора. Вавилонские писцы нашли достойного преемника в Ленинграде». Отмечая научную важность обработки Дандамаевым нововавилонских архивов, Емельянов писал: «…вслед за А. Лео Оппенхеймом Дандамаев стал создателем новой научной специализации — изучения частных архивов Нововавилонского времени. Он был именно вторым в этом деле, что в масштабе мировой науки весьма почетно, но вместе с тем и ответственно: первые и вторые чаще ошибаются. Стать вторым ему помогла уникальная способность быстро распознавать клинописные знаки и бегло читать автографии табличек. Дандамаев работал как счетно-вычислительная машина. Его ум отличался невероятной быстротой точного распознавания символов. Поэтому он мог то, что не давалось десяткам других: читать неизданные в транслитерации хозяйственные тексты целыми томами за очень короткий срок, а затем быстро делать на основе своих прочтений картотеку. Именно таков метод „Рабства в Вавилонии“ и „Вавилонских писцов“. Это книги-картотеки, причем максимально полные для своей эпохи».
Третья книга из цикла, «Иранцы в ахеменидской Вавилонии» (1992), вышла сразу на английском языке. Она посвящена персам, мидийцам, хорезмийцам, бактрийцам и другим представителям иранских народов, которые 25 столетий тому назад обитали в Вавилонии и вступали в деловые отношения как между собой, так и с коренным населением. В основу этой книги легли лекции, прочитанные автором в 1987 году в Колумбийском, Чикагском, Гарвардском и ряде других университетов.

## Избранные публикации

### На русском языке
- Дандамаев М. А. Иран при первых Ахеменидах. — М.: Изд-во восточной литературы. 1963. — 292 с.
- Дандамаев М. А. Рабство в Вавилонии VII—IV вв. до н. э. (626—331 гг.) / Отв. ред. И. М. Дьяконов. М.: Наука, Главная редакция восточной литературы, 1974;
- Дандамаев М. А., Луконин В. Г. Культура и экономика древнего Ирана. М.: Главная редакция восточной литературы издательства «Наука», 1980;
- Дандамаев М. А. Вавилонские писцы / Отв. ред. И. М. Дьяконов. М.: Наука, Главная редакция восточной литературы. 1983. — 248 с.;
- Дандамаев М. А. Политическая история Ахеменидской державы. М.: Наука, Главная редакция восточной литературы, 1985;
- Дандамаев M. А. Месопотамия и Иран в VII—IV вв. до н. э.: социальные институты и идеология. СПб.: Факультет филологии и искусств СПбГУ, 2009. — 512 с.
- Дандамаев M. А. Вавилония в 626—330 годы до н. э.: социальная структура и этнические отношения. СПб.: Петербургское лингвистическое общество, 2010;
- Дандамаев M. А. Ахеменидская империя. Социально-административное устройство и культурные достижения. СПб.: Петербургское лингвистическое общество, 2013.

Редактор
- Азиатский музей — Ленинградское отделение Института востоковедения АН СССР / Редакционная коллегия: А. П. Базиянц, Д. Е. Бертельс (отв. секретарь), Б. Г. Гафуров, А. Н. Кононов (председатель), Е. И. Кычанов, И. М. Оранский, Ю. А. Петросян, Э. Н. Тёмкин, О. Л. Фишман, А. Б. Халидов, И. Ш. Шифман. М.: Наука, 1972;
- Струве В. В. Избранные труды. Ономастика раннединастического Лагаша. М.: Главная редакция восточной литературы. 1984;
- Фихман И. Ф. Введение в документальную папирологию. / Отв. ред. М. А. Дандамаев. — М.: Главная редакция восточной литературы. 1987;
- Подати и повинности на Древнем Востоке. Сборник статей / Отв. ред. М. А. Дандамаев. — СПб.: Петербургское востоковедение, 1999. — 160 с. (Серия «Orientalia»).

### На других языках
1. Dandamaev M.A. A political history of the Achaemenid empire. Translated into English by W.J. Vogelsang. Leiden, E.J. Brill, 1989.
2. Dandamayev M.A. Iran under the early Achaemenids (6-th century B.C.). Translated from Russian into Persian by Rouhi Arbab. Tehran, 1973.
3. Societies and languages of the ancient Near East : studies in honour of I.M. Diakonoff / edited by M. A. Dandamayev, I. Gershevitch, H. Klengel, G. Komoróczy, M. T. Larsen, J. N. Postgate[англ.]. — Warminster ; Atlantic Highlands, N.J.: Aris and Phillips ; Distributors in North America by Humanities Press. — ix, 356 p. — ISBN 0856682055. — ISBN 978-0856682056.
4. Artabanus (Old Persian proper name) / Dandamayev M. A. // Encyclopædia Iranica [Электронный ресурс] :  [англ.] / ed. by E. Yarshater. — 1986. — Vol. II, Fasc. 6. — P. 646—647.